# Alettone (aeronautica)

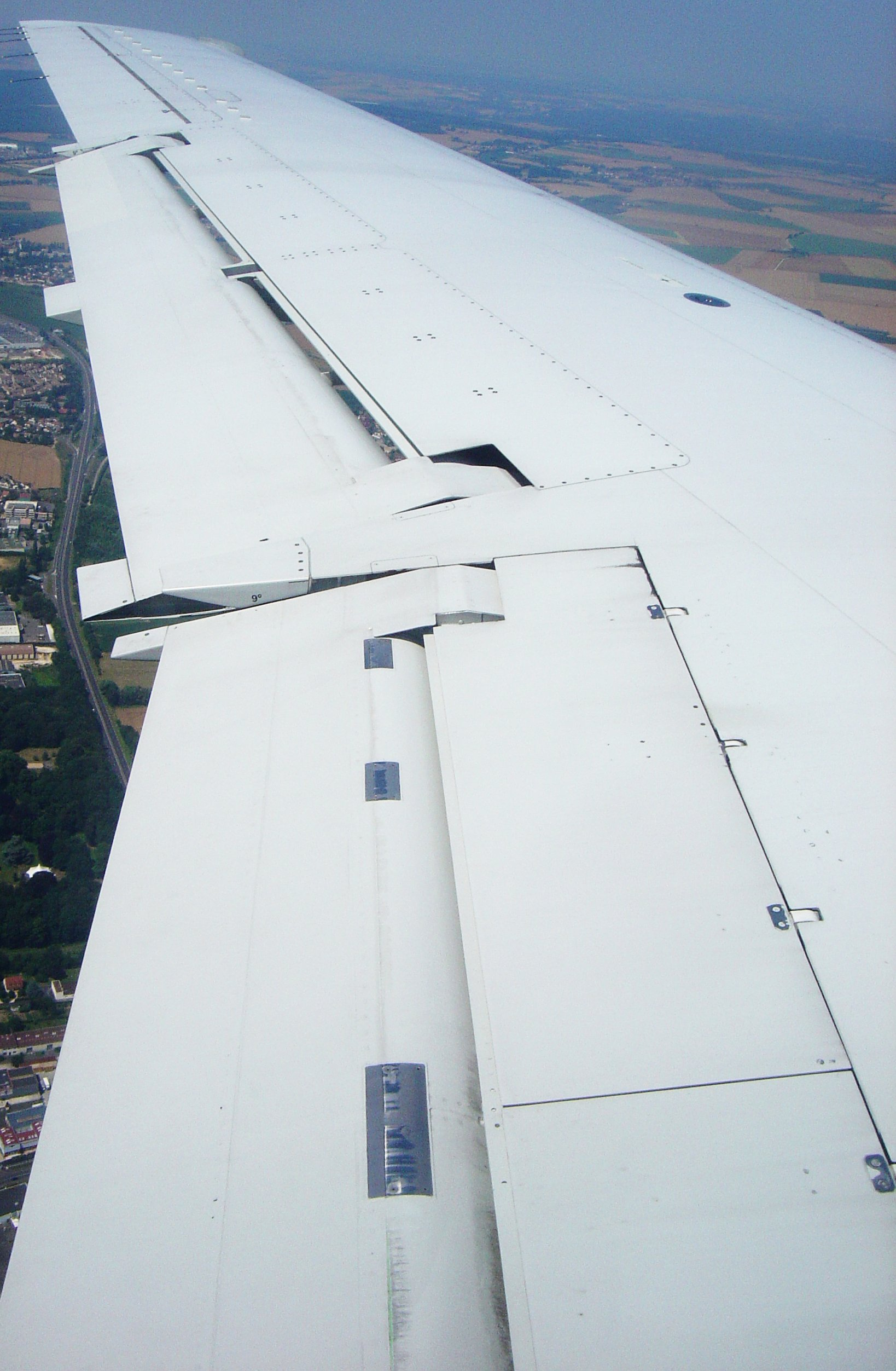
Gli alettoni sono una superficie mobile nell'estremità alare. In primo piano si vedono i flap

L'alettone è una parte mobile presente, di solito, nel bordo d'uscita dell'ala di un aeromobile.
Viene sollevato o abbassato per modificare temporaneamente la portanza della semiala in cui si trova, in modo da permettere all'aeromobile lo spostamento sull'asse di rollio. I due alettoni sono collegati tra loro in modo che quando uno si abbassa l'altro si alza, in modo da aumentare la portanza su un'ala e contemporaneamente diminuirla nell'altra, producendo così il movimento di rollio lungo l'asse longitudinale dell'aereo.
Un effetto collaterale nell'uso degli alettoni è lo slittamento laterale (tecnicamente definito imbardata inversa), fenomeno che può essere contrastato con l'uso del timone. I moderni aerei di linea dispongono di un secondo set di alettoni nella parte interna dell'ala, quella più vicina alla fusoliera, che vengono usati per una stabilità maggiore alle alte velocità. Alcuni aerei usano gli spoiler per ottenere lo stesso effetto che si ottiene con gli alettoni.
Il sistema è stato sviluppato indipendentemente dalla Aerial Experiment Association per merito di Alexander Graham Bell e Robert Esnault-Pelterie, progettisti francesi, e negli anni dieci si è imposto sul più rudimentale sistema dello svergolamento alare, inventato dai fratelli Wright.